# Sân bay Hultsfred
Sân bay Hultsfred là một sân bay ở đô thị Hultsfred Thụy Điển, cự ly khoảng 5 km về phía bắc thị xã Hultsfred. Hiện tại không có tuyến bay theo lịch trình đến và đi sân bay này. Nó được sử dụng bởi câu lạc bộ hàng không địa phương.